# Gîsca
Gîsca (russe : Гиска), (ukrainien : Ґіска), (roumain : Gîscă) est un village moldave du Raion de Căușeni. La superficie du village est d’environ 5,03 km², ce dernier est situé à une distance de 27 km de la ville de Căușeni et à 68 km au sud-est de Chisinau, la capitale du pays.
La première mention documentaire du village de Gyska remonte à 1807. Historiquement situé autour d’un ruisseau, qui se jette dans le Dniestr. Le village est habité par 4 841 habitants selon un recensement de 2004.
La localité, bien que située au sud-ouest de la ville de Bender, dans la partie bessarabique et non transnistrienne de la Moldavie, est actuellement sous le contrôle des autorités séparatistes de Transnistrie.

## Histoire

### LeXIXesiècle
Les toutes premières mentions du petit village de Gîsca remonte à 1807, lors des guerres napoléoniennes. À l'époque, seulement une centaine de personnes était installée dans le village, principalement d'origine turque. Au milieu du XIXe siècle, le village a été mentionné comme une colonie russo-ukrainienne.
L’Église orthodoxe de la Nativité de la Bienheureuse Vierge Marie est activement présente et utilisée dans le village, appartenant à l’Éparchie de Tiraspol et de Dubăsari de l’Église orthodoxe de Moldavie.

### Conflit transnistrien de 1992
À partir du mois d’avril 1992, le village et ses environs sont sous la juridiction des autorités de la République de Moldavie. Ainsi, à travers le village, les troupes moldaves avancèrent sur la ville de Bendery par le sud. Avec le déclenchement des hostilités, une milice populaire a été formée à partir des villageois.
Seize soldats de cette compagnie seront tués dans les combats. À la suite de ce conflit, le village passa finalement sous la juridiction de la république socialiste soviétique moldave pridnestrovienne le 22 juillet 1992. Les différents affrontements au sein du village de Gîsca au causé la mort d'une centaine de personnes, dont la destruction de nombreuses infrastructures du village.
L'organisation non gouvernementale russe Memorial ont souligné les nombreux massacres, de prisonniers de guerre et les actes de violence commise contre les villageois du village, les destructions de maisons, et les décimations de bétail.

### LeXXesiècle
Le 4 avril 1950, Vladimir Georguievitch Tatarnikov, un enseignant âgé de 29 ans au moment des faits, se rend à l'école où il travaille, une fois à l'intérieur, il fait exploser une bombe artisanale, causant la mort de 24 personnes au total, dont 21 écoliers, une enseignante, le directeur de l'établissement et l'auteur lui-même.
Le bâtiment de l’école a existé jusqu’à l’été 1992, date à laquelle il a été détruit pendant le conflit transnistrien. Le bâtiment moderne a été construit en 1986, le premier directeur était Dmitry Ignatov, qui est maintenant le directeur du « Collège agraire et économique ». En 2006, un mémorial a été érigé en l’honneur des personnes tuées dans l’explosion du 4 avril 1950,.

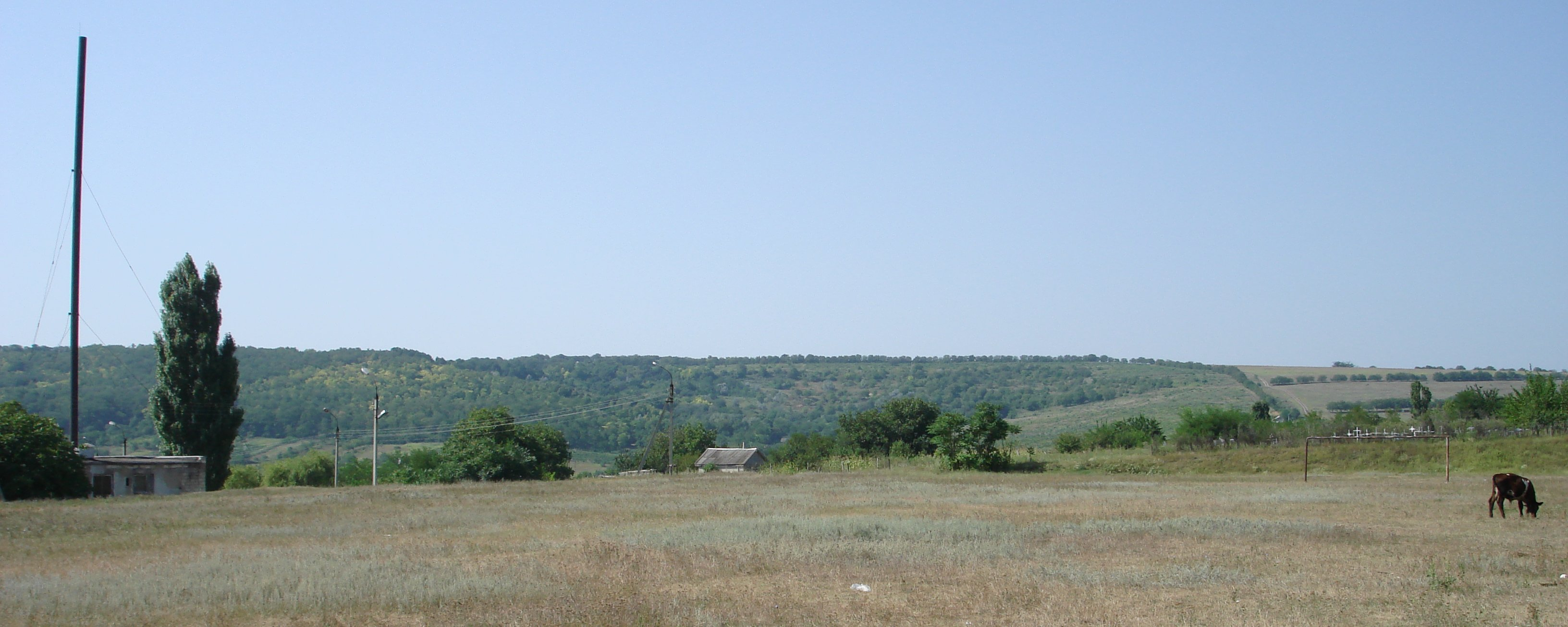
Photographie d'un paysage près du village de Gîsca

### LeXXIesiècle
Le 17 décembre 2013, le chef de l’État moldave, Evgueni Chevtchouk a rencontré les habitants du village de Gîsca, pour répondu aux questions qui préoccupaient les villageois, notamment concernant la question des partages des terres agricoles. Le chef de l’État a chargé le ministère de l’Agriculture d’étudier à nouveau cette question et d’élaborer une solution.

### Élections législatives moldaves de 2014
Pour des raisons politiques et frontalières, pendant les élections législatives moldaves de 2014, les autorités de la République de Moldavie n’ont pas eu la possibilité d’ouvrir des bureaux de vote sur le territoire du village de Gîsca. Toutefois, les villageois ont pu voter aux élections au bureau de vote du village voisin de Fîrlădeni, Raion de Căușeni, subordonné aux autorités de la République de Moldavie,

## Composition ethnique
En 2004, un recensement de population concernant de nombreuses villes moldaves est réalisé par Tim Bespyatov, la population du village de Gîsca était de 4 841 habitants. Près de 819 personnes (16,92 %) étaient des Moldaves, venu pour la plupart de Roumanie, 168 Bulgares (3,47 %), 91 Gagaouzes (1,88 %), 22 Allemands (0,45 %), 8 Biélorusses (0,17 %), 7 Juifs (0,14 %), 51 personnes déclarant une nationalité différente (1,05 %), 719 (14,85 %) étaient des Ukrainiens, et 2 956 (61,06 %) étaient des Russes.

## Condition climatique
| Mois                                | jan. | fév. | mars | avril | mai  | juin | jui. | août | sep. | oct. | nov. | déc. |
| ----------------------------------- | ---- | ---- | ---- | ----- | ---- | ---- | ---- | ---- | ---- | ---- | ---- | ---- |
| Température minimale moyenne (°C)   | −4,8 | −3,3 | 0,4  | 5,7   | 11,6 | 16,1 | 18,4 | 18,2 | 13,1 | 7,2  | 2,9  | −2   |
| Température moyenne (°C)            | −1,7 | 0,2  | 4,8  | 11    | 17,3 | 21,4 | 23,7 | 23,4 | 17,6 | 11,1 | 5,8  | 0,6  |
| Température maximale moyenne (°C)   | 1,3  | 3,8  | 9,4  | 16,1  | 22,4 | 26,1 | 28,5 | 28,3 | 22,2 | 15,1 | 8,9  | 3,4  |
| Ensoleillement (h)                  | 3,1  | 4    | 6,6  | 9,2   | 11,5 | 12,2 | 12,6 | 11,7 | 8,8  | 6    | 3,6  | 3,4  |
| Nombre de jours avec précipitations | 5    | 5    | 6    | 6     | 7    | 7    | 6    | 4    | 4    | 4    | 4    | 5    |
| Humidité relative (%)               | 82   | 77   | 70   | 65    | 59   | 57   | 57   | 54   | 61   | 71   | 80   | 80   |